# Navio de guerra Timberclad

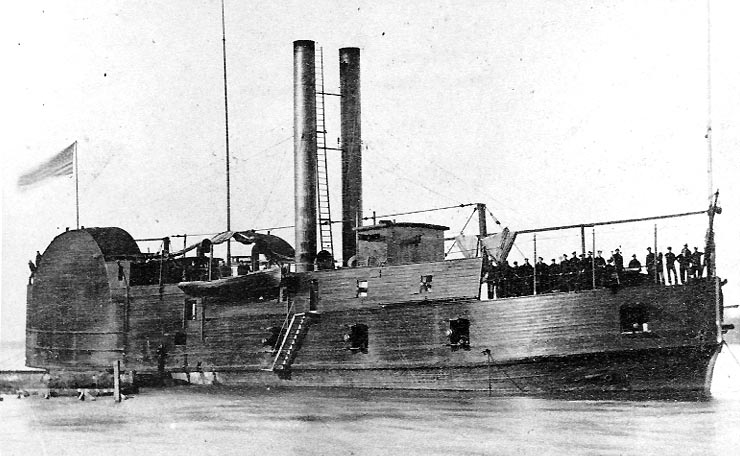
O timberclad USS Conestoga (1861), fotografado durante a Guerra Civil Americana

Um navio de guerra timberclad é um tipo de canhoneira fluvial do início do século 19.
Elas foram baseadas em um projeto similar ao navio de guerra encouraçado, porém, teve a armadura de madeira no lugar do ferro.